# Spinoliella longirostris
Spinoliella longirostris là một loài Hymenoptera trong họ Andrenidae. Loài này được Toro mô tả khoa học năm 1995.